# Four (Frankfurt am Main)
Das Four (Eigenschreibweise: FOUR) ist ein Gebäudekomplex in der Innenstadt von Frankfurt am Main. Er besteht aus vier Hochhäusern mit einer Höhe zwischen 105 und 233 Metern und umfasst damit das dritthöchste Hochhaus Deutschlands.
Der Komplex wurde auf dem sogenannten Deutsche-Bank-Dreieck errichtet, zwischen Großer Gallusstraße, Neuer Schlesingergasse und Junghofstraße. Die Deutsche Bank verkaufte dieses Areal 2015 an den Projektentwickler Groß & Partner. Im Frühling 2018 wurde das 93 Meter hohe Hochhaus Deutsche Bank IBCF auf dem Areal zu Gunsten des Four abgerissen.
Die Fertigstellung ist für 2025 vorgesehen.

## Planungsgeschichte

### Hochhausprojekt „Max“
Im Jahr 1999 lud die Deutsche Bank 110 Architekten zu einem zweistufigen Wettbewerb für den Bau eines etwa 200 bis 250 Meter hohen Bürohochhauses sowie zur Revitalisierung ihrer Grundstücke an der Großen Gallusstraße im Frankfurter Bankenviertel ein. Eine Jury unter Vorsitz des Architekten Christoph Mäckler wählte 25 Teilnehmer für die zweite Stufe des Wettbewerbs aus, aus dem im November 1999 fünf siegreiche Entwürfe hervorgingen.
Im Februar 2000 wurde der Entwurf des Architekturbüros Murphy/Jahn für einen 228 Meter hohen Turm als endgültiger Sieger gekürt. Das Gebäude mit 50 Etagen, 120.000 Quadratmeter Geschossfläche und einem Investitionsvolumen von rund 1,5 Milliarden Mark sollte in Kooperation mit dem zweitplatzierten Architekten, Dieter Köhler, bis zum Jahr 2005 errichtet werden. Das als „Max“ bezeichnete Gebäude sollte somit nach dem Commerzbank Tower und dem Messeturm das dritthöchste Gebäude in Deutschland werden. Es war vorgesehen, den geschlossenen Baublock zwischen Großer Gallusstraße, Neuer Schlesingergasse und Junghofstraße durch ein öffentliches Wegesystem zu öffnen und das IBCF-Hochhaus zu einem Wohngebäude umzubauen. Die Abteilung Investment Banking der Deutschen Bank, die ihren Sitz im IBCF hat, hätte in ein neu zu errichtendes Händlerzentrum umziehen sollen.
2001 begann die Deutsche Bank mit dem Bau ihres geplanten neuen Händlerzentrums, dem IBC (Projektname Investment Banking Center) nahe der Messe Frankfurt. Nach den Terroranschlägen am 11. September 2001 und der anschließenden Flaute auf dem Markt für Büroimmobilien wurde die Realisierung des „Max“-Hochhauses jedoch fraglich. Offenbar hatte die Deutsche Bank das Projekt der Europäischen Zentralbank für den Bau deren neuer Zentrale vorgeschlagen, die Europäische Zentralbank entschied sich 2002 für einen anderen Standort im Frankfurter Ostend.
Nach Fertigstellung des IBC 2003 verkaufte die Deutsche Bank das Gebäude an den US-amerikanischen Finanzinvestor Blackstone Group und mietete selbst lediglich einen Teil des Gebäudes für den Bereich Deutsche Bank Privat- und Geschäftskunden. Die Händler der Bank, für die das Gebäude ursprünglich vorgesehen war, verblieben am alten Standort im IBCF-Hochhaus.

### „Frankfurter Stadthöfe“
2011 lud der Kulturkreis der deutschen Wirtschaft Architekturfakultäten von fünf Universitäten ein, um in einem Wettbewerb Lösungen für die Umgestaltung des innerstädtischen Areals der Deutschen Bank zu finden. Der siegreiche Entwurf „Frankfurter Stadthöfe“ sah einen 228 Meter hohen Turm an der Großen Gallusstraße vor, ähnlich dem ursprünglichen Entwurf für das „Max“-Hochhaus. Ob und wann die Vorstellung der Studenten umgesetzt wird, ließ die Deutsche Bank auf Nachfrage offen.

### Projekt „Four“

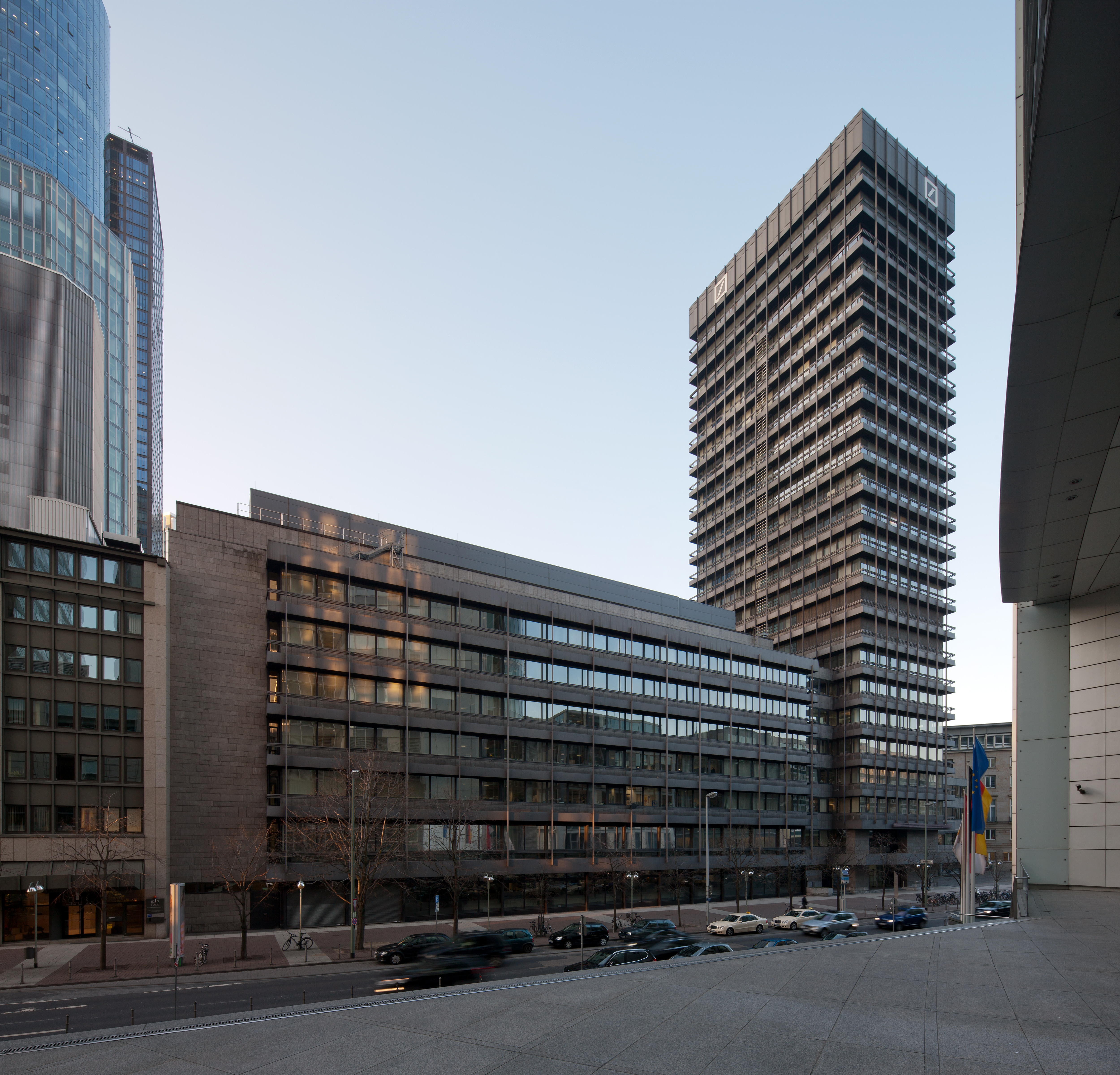
Das IBCF-Hochhaus an der Großen Gallusstraße wurde 2018 abgerissen.

Ende 2013 kündigte die Deutsche Bank an, das von ihr genutzte Areal im Bankenviertel bis 2017 zu verlassen. Fondsverwalter und Händler der Bank, die bislang vor allem im IBCF-Hochhaus beheimatet sind, sollen zusammen mit Mitarbeitern der Tochtergesellschaft DWS Investments an einen neuen Standort an der Mainzer Landstraße 11–17 („Deutsche Bank Campus“) umziehen. Grund für den Umzug ist der schlechte bauliche Zustand des IBCF-Hochhauses: Das 1971 fertiggestellte Hochhaus, eines der ältesten in Frankfurt, war die Zentrale der Deutschen Bank bis zum Bau der Zwillingstürme an der Taunusanlage 1984. Ab 2014 führte die Deutsche Bank Gespräche mit der Stadt Frankfurt am Main und potentiellen Investoren für eine Neuentwicklung des Areals. Im November 2015 wurde der Verkauf des 16.159 Quadratmeter großen Areals an die Groß & Partner Grundstücksentwicklungsgesellschaft mbH bekannt gegeben. Über den Kaufpreis wurde Stillschweigen vereinbart.

## Architektur und Bau
Im März 2016 wurde ein städtebaulicher Ideenwettbewerb zur Neugestaltung entschieden, den das Architekturbüro UNStudio gewann. Deren Entwurf sieht vor, alle Gebäude außer dem denkmalgeschützten Bestand an der Junghofstraße abzureißen und vier Hochhäuser zu bauen, die durch ein gemeinsames Sockelgebäude verbunden sind. Die Hochhäuser sollen 233 Meter (Turm 1), 178 Meter (Turm 2), 128 Meter (Turm 3) und 104 Meter (Turm 4) hoch werden.
Das höchste Gebäude an der Neuen Schlesingergasse mit 59 Stockwerken soll das dritthöchste Gebäude in Frankfurt werden. Es ist für eine reine Büronutzung vorgesehen und beinhaltet die höchste Büroetage Deutschlands. Das niedrigste Gebäude an der Junghofstraße (Turm 4) ist ebenfalls für eine reine Büronutzung vorgesehen, in den beiden anderen Türmen (Turm 2 und Turm 3) sind etwa 600 Wohnungen geplant, im Turm 2 Mietwohnungen und Hotel-/Serviced-Apartments („Hyatt House“) und im Turm 3 exklusive Eigentumswohnungen. Im Sockelbereich der Türme 3 und 4 entsteht (unter Einbeziehung der denkmalgeschützten Fassade an der Junghofstraße) ein Hotel (Kimpton Hotel). Die Bruttogeschossfläche beträgt 210.000 Quadratmeter, davon mindestens 90.000 Quadratmeter für Büros, etwa 60.000 Quadratmeter für Wohnungen, 30.000 Quadratmeter für Hotels und 20.000 Quadratmeter für Einzelhandel und Gastronomie.
In Absprache mit dem Denkmalamt der Stadt Frankfurt am Main darf der aus den 1950er-Jahren stammende Gebäuderiegel an der Junghofstraße an zwei Stellen geöffnet werden, um öffentliche Wegebeziehungen auf das Areal zu ermöglichen, die es bislang nicht gibt. In der neuen, sechsgeschossigen Sockelbebauung sollen Läden, Gastronomie und eine Kindertagesstätte für eine öffentliche Belebung des Areals sorgen. Die Architektur der Gebäude wurde im Februar 2017 im Rahmen eines Realisierungswettbewerbs, das auf den Ideenwettbewerb vom Vorjahr folgte, entschieden, in dem sich erneut das niederländische Architekturbüro UNStudio mit seinen Entwürfen gegen zehn weitere Mitbewerber durchsetzen konnte.
Das Investitionsvolumen wird auf eine Milliarde Euro geschätzt. 4000 Menschen sollen in dem neuen Quartier arbeiten, mindestens 1000 Menschen wohnen.
Im November 2018 hat das Magistrat der Stadt Frankfurt am Main die planungsrechtlichen Voraussetzungen für den Bau der Hochhäuser geschaffen.
Im April 2018 begonnen die Abbrucharbeiten der Bestandsbauten auf dem Areal, diese Arbeiten wurden im darauffolgenden November abgeschlossen. Von Oktober 2018 bis April 2020 fanden auf dem Grundstück Arbeiten wie die Erstellung einer 1,2 Meter breiten Schlitzwand, die Einbringung von 231 Primärstützen sowie 140 Gründungspfählen, verschiedene Maßnahmen zur Grundwasserhaltung und der Erdaushub statt. Seit April 2020 werden die Arbeiten an dem in Deckelbauweise zu erstellenden Tiefgaragenbaukörper durchgeführt.
Im Juni 2019 verkündete das Investmentunternehmen Commerz Real, den Hotel- und Einzelhandelsanteil des Hochhauses T3 bzw. Terra erworben zu haben. Der Preis betrug rund 81 Millionen Euro.
Im Juli 2019 machte Groß & Partner den Abschluss der Finanzierung des Projekts öffentlich. Beteiligt sind mehr als 20 Fremdkapitalgeber, wobei für jeden der vier Türme eigenständige Finanzkonstrukte gebildet wurden. Konsortialführer für das Gebäude T1 ist die Landesbank Hessen-Thüringen an der Spitze einer Gruppe von Sparkassen und der IKB Deutschen Industriebank, wozu Mezzaninekapital eines Fonds der DWS Group kommt. Die Finanzierer des T2 werden von der Deutschen Hypothekenbank angeführt. Zu ihnen zählen weitere Sparkassen und die Commerzbank. Mezzaninegeber ist eine Beteiligungsgesellschaft internationaler Investoren. Beim T3 fungiert die Deutsche Pfandbriefbank als Leadfinanzierer, begleitet durch die Bayerische Landesbank. Den T4 hatte bereits im Juli 2018 Union Investment erworben und damit die abschnittsweise Finanzierung während der Bauphase übernommen.
Am 20. Mai 2020 verkündete Groß & Partner, dass nunmehr die Baugenehmigung erteilt sei und alle rechtlichen Voraussetzungen zum Bau erfüllt seien.
Im Juli 2021 wurde bekannt, dass ein Joint Venture aus dem Versicherungskonzern Allianz und der Bayerischen Versorgungskammer den höchsten Turm T1 des Four für rund 1,4 Milliarden Euro erworben hat.
Am 22. September 2023 wurde für das Ensemble Richtfest gefeiert.

## Galerie (Baufortschritt)

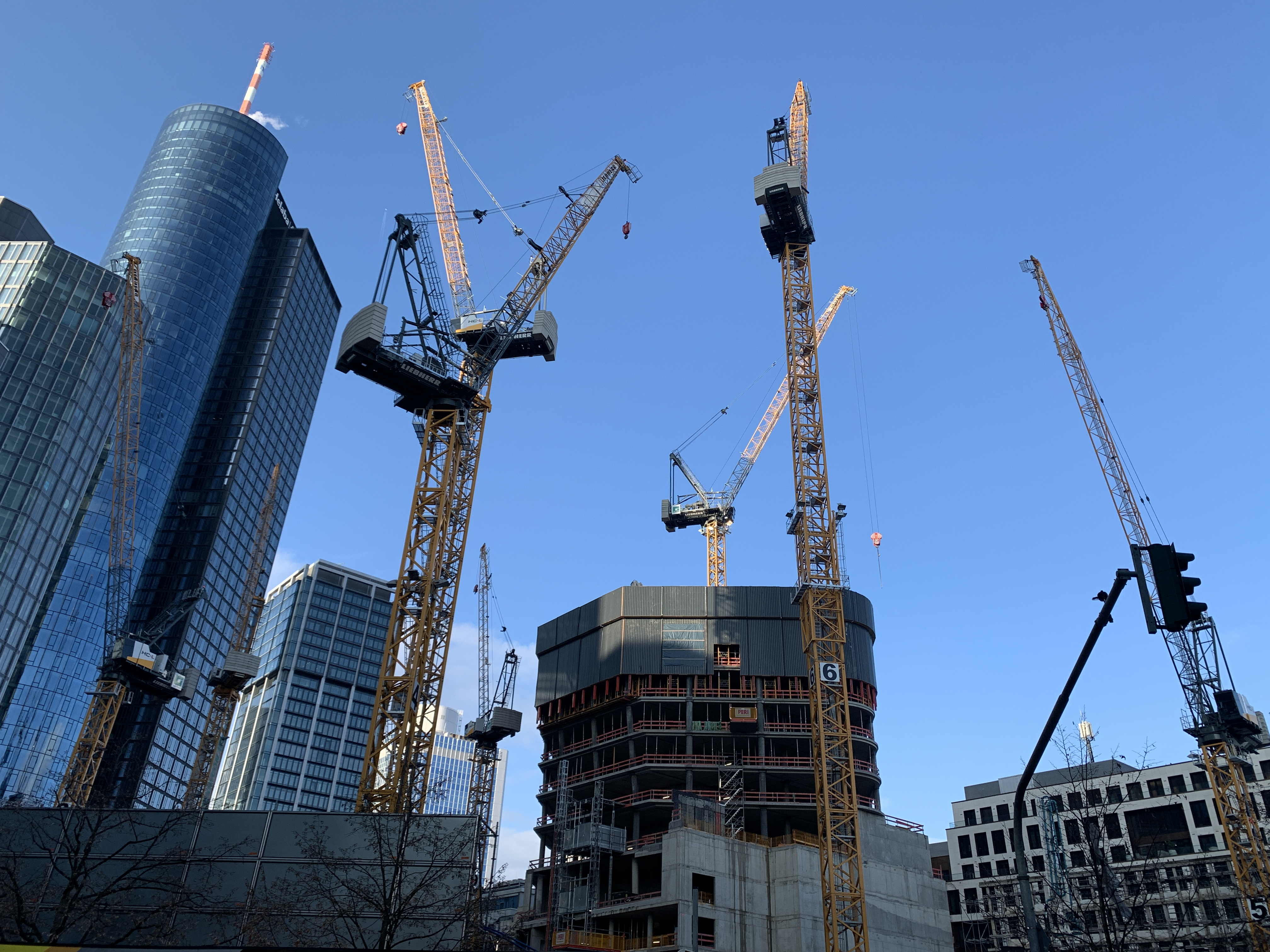
Baufortschritt, Dezember 2021
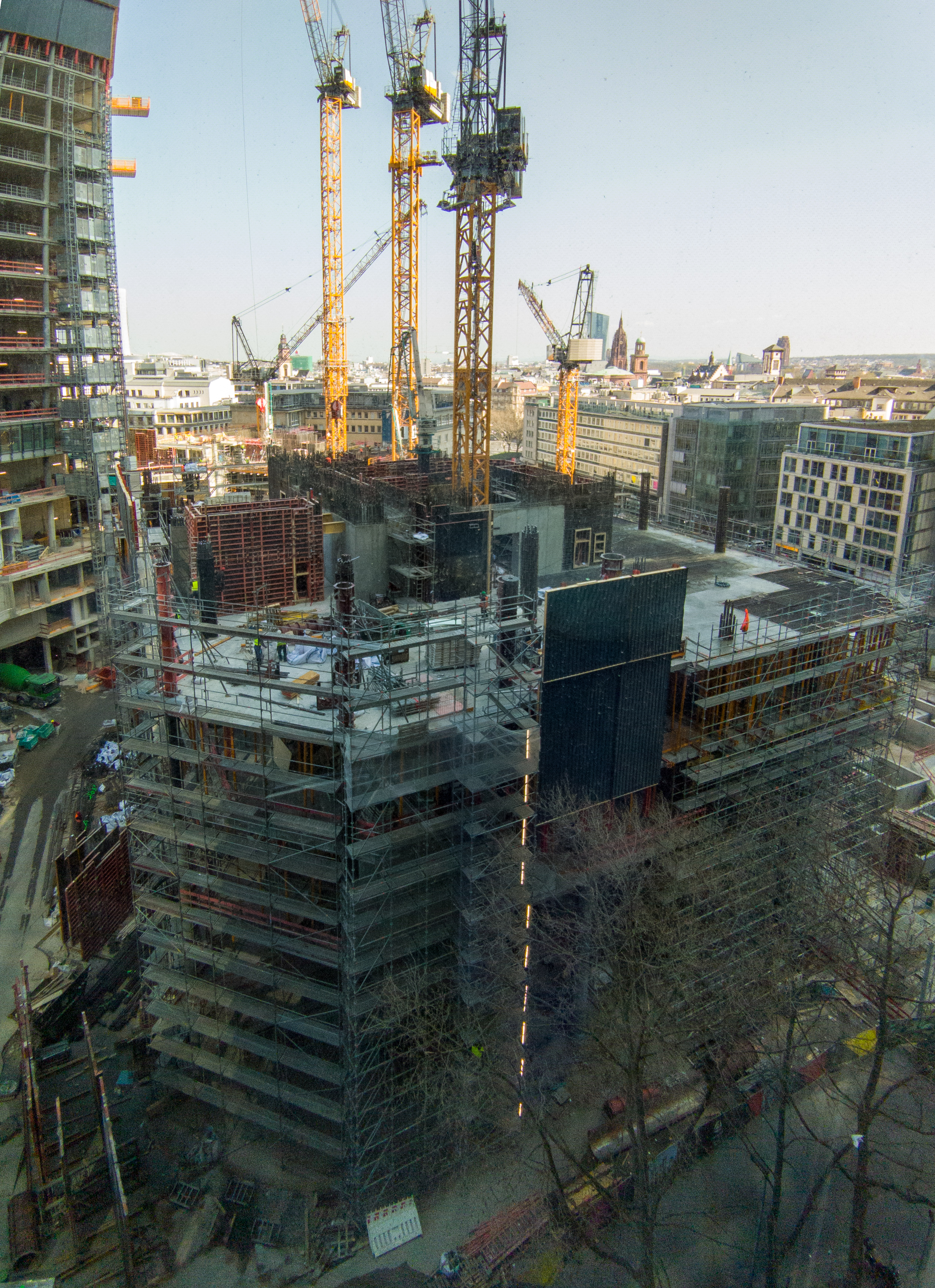
Baufortschritt, März 2022
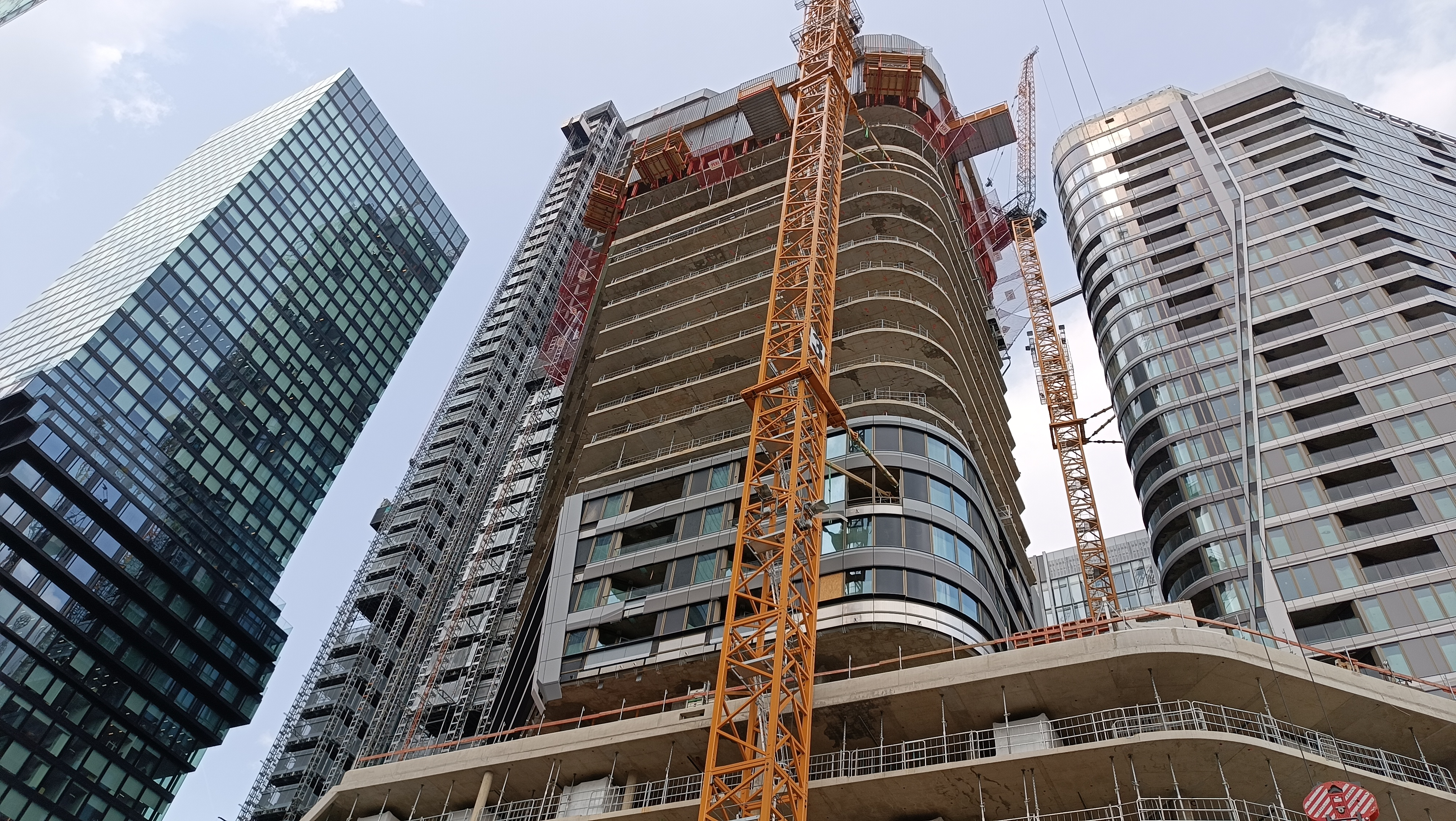
Baufortschritt, Juli 2023
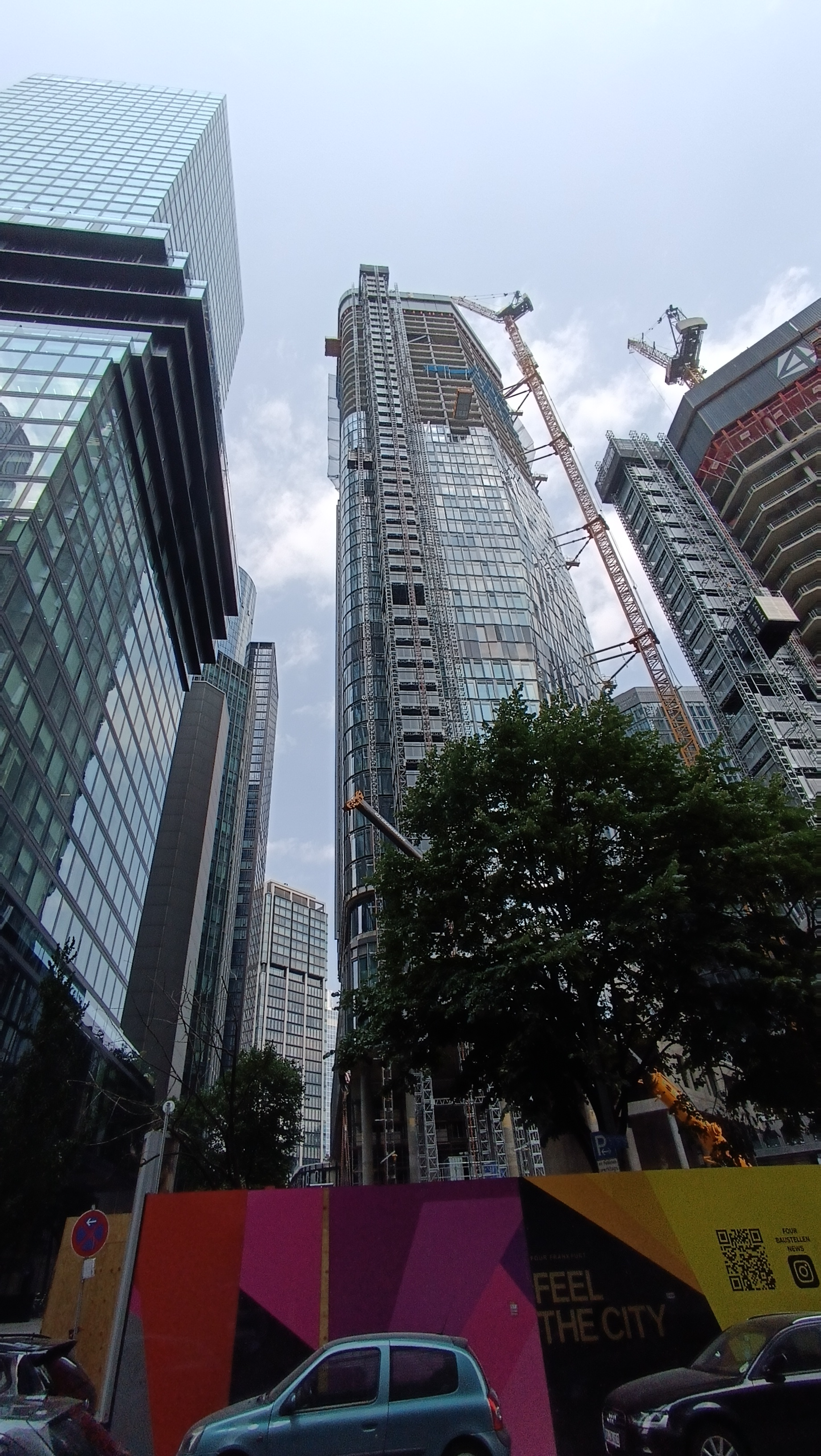
Baufortschritt, Juli 2023
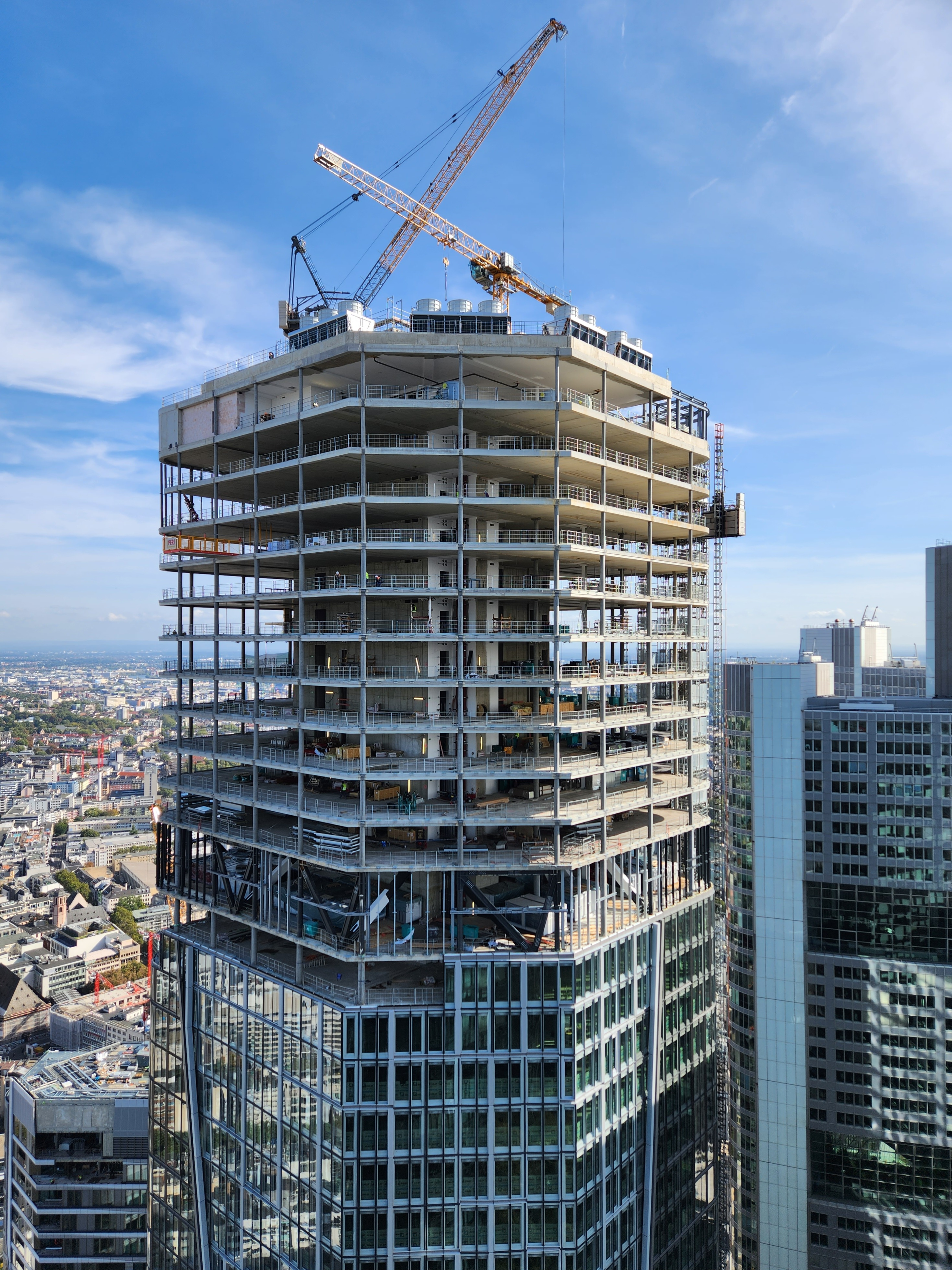
Baufortschritt, Oktober 2023
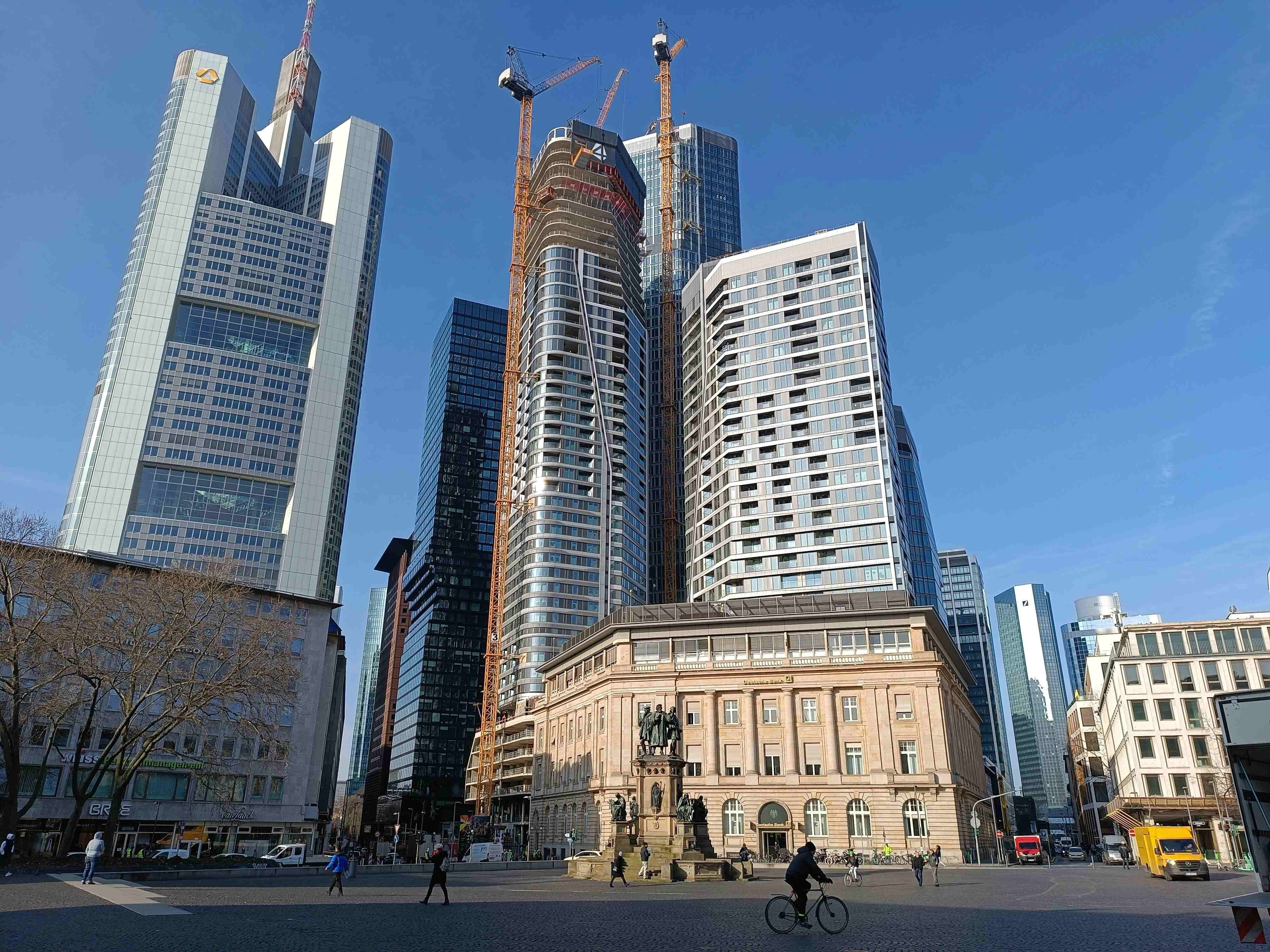
Baufortschritt, Februar 2024
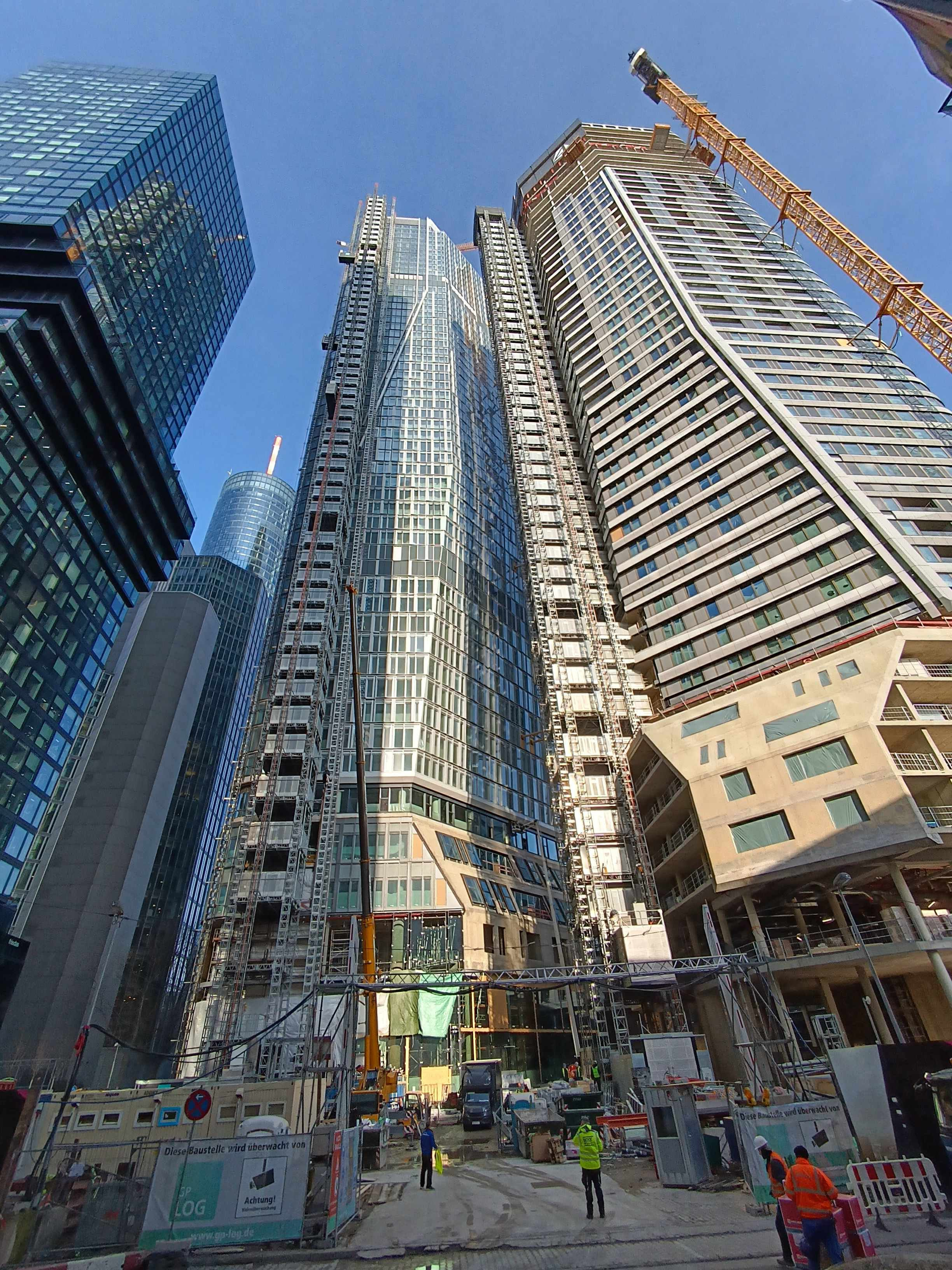
Baufortschritt, Februar 2024
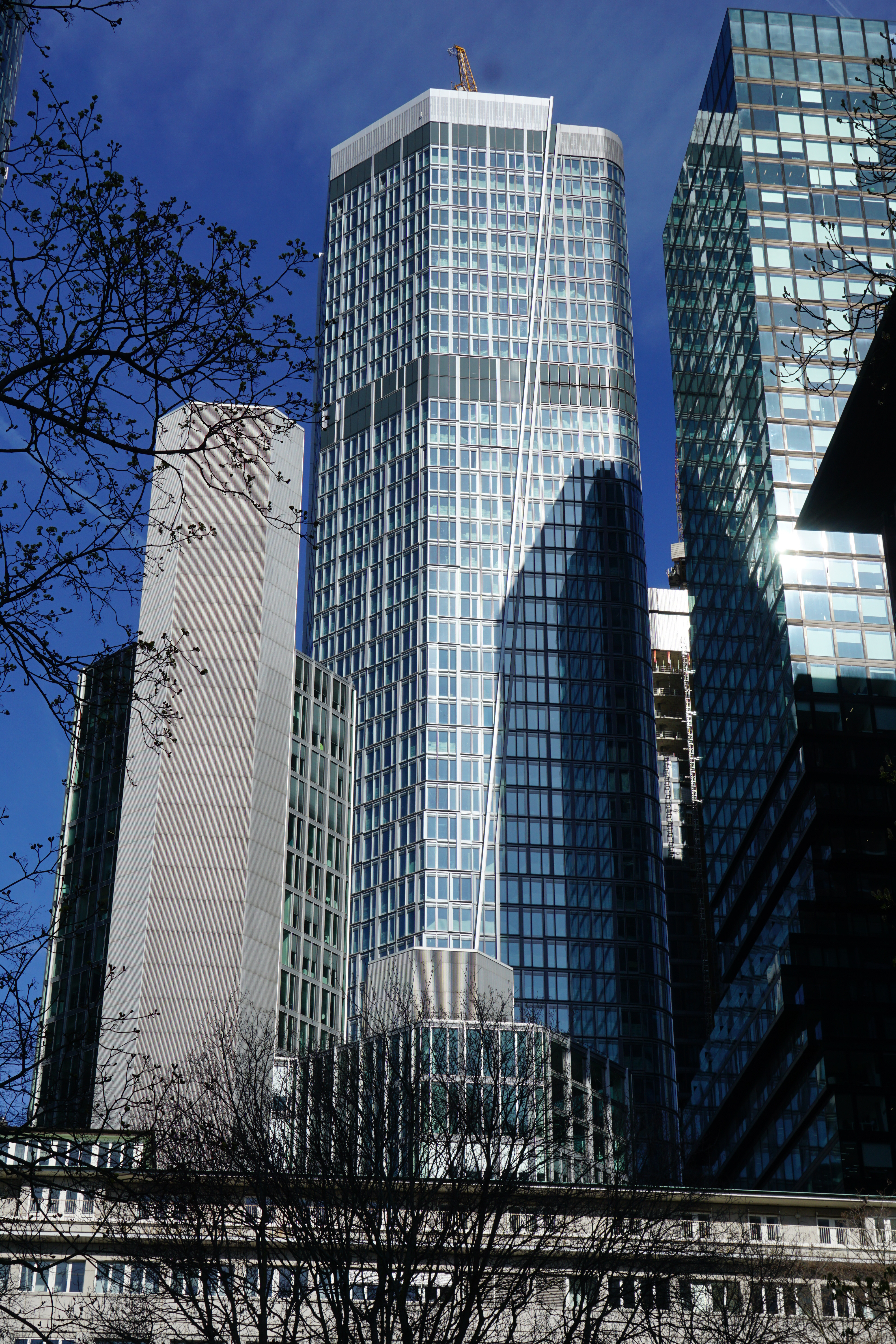
Baufortschritt, März 2024
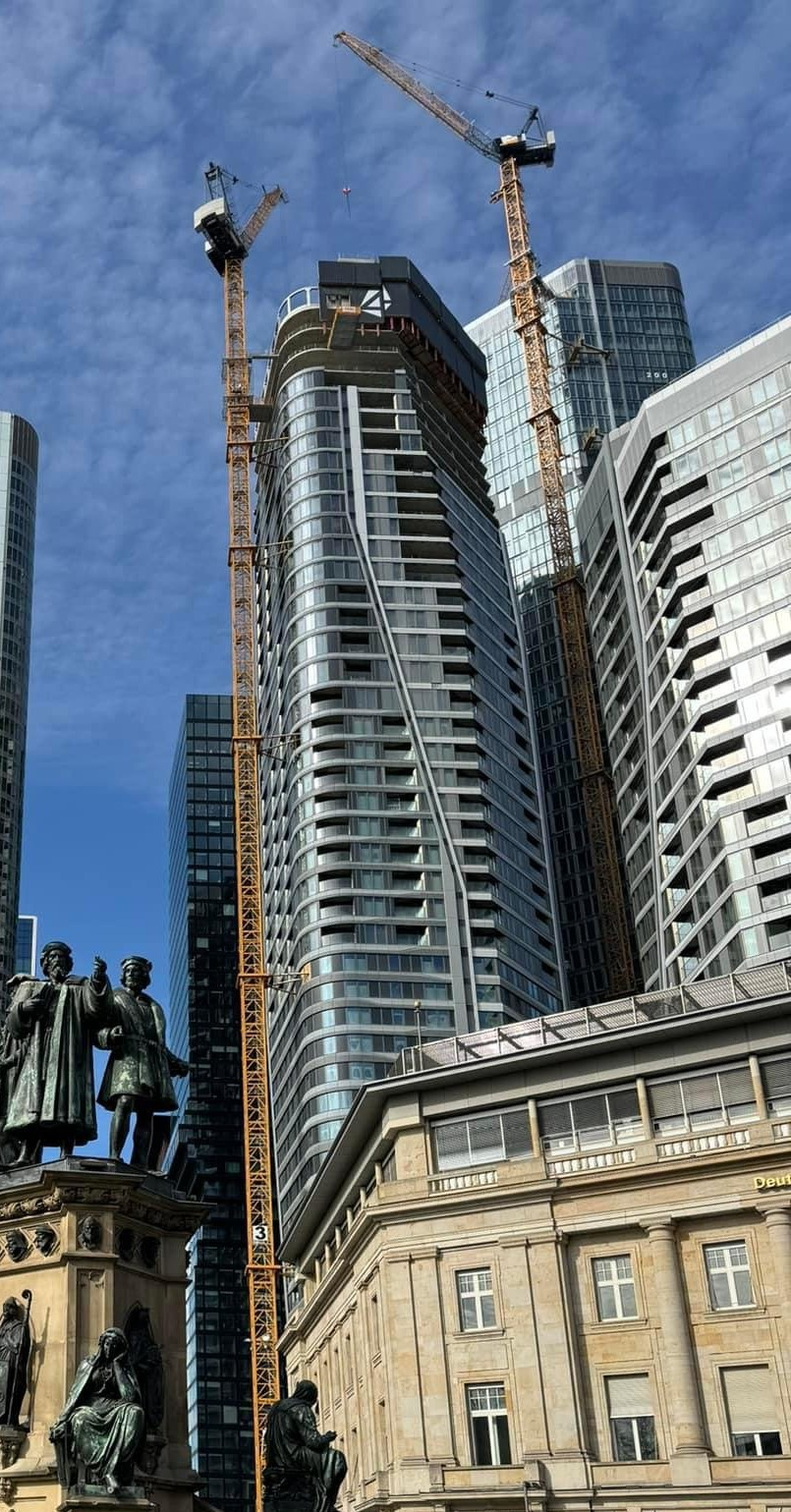
Baufortschritt, April 2024
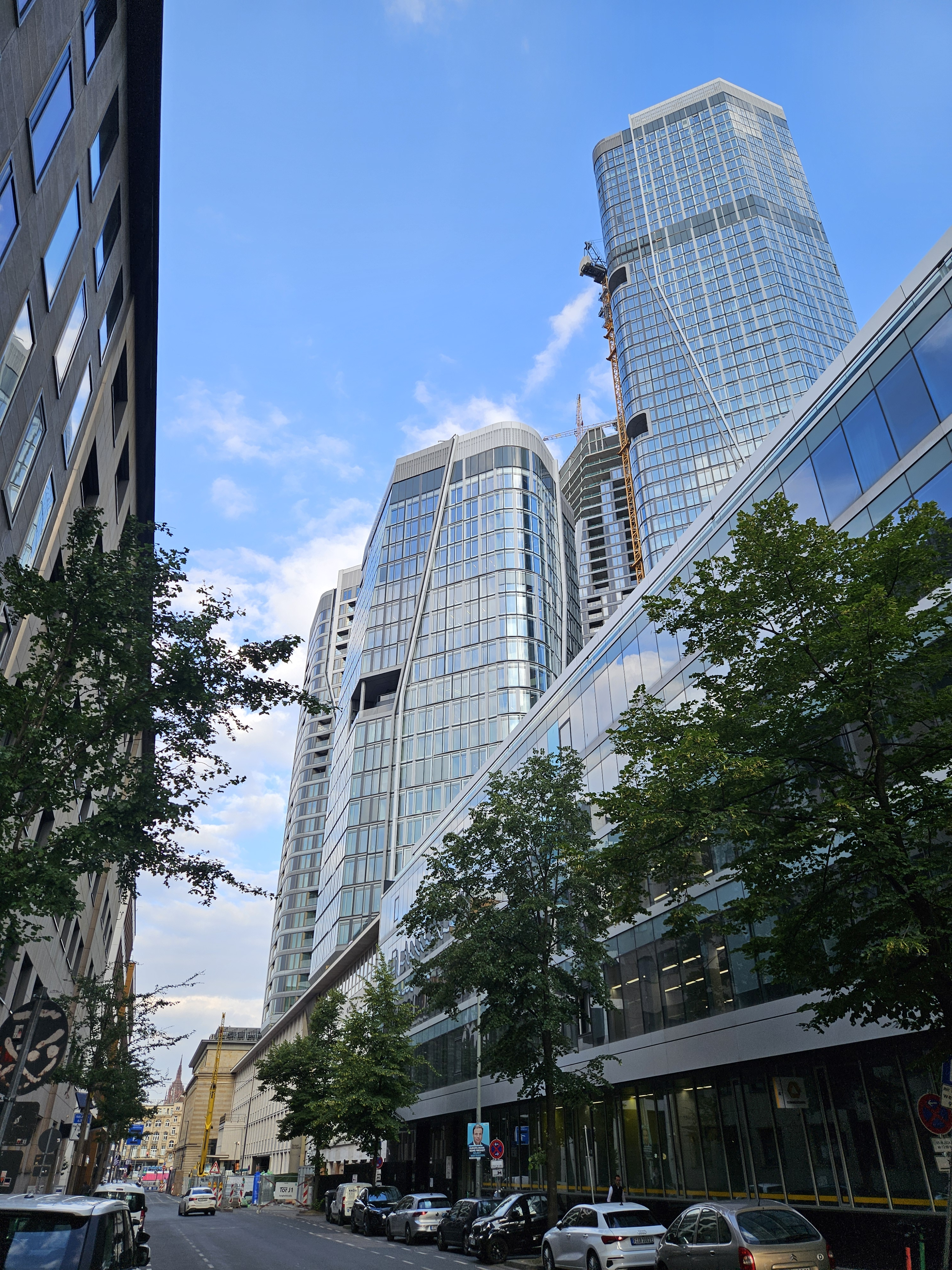
Baufortschritt, Juni 2024